# NGC 38
NGC 38 je spirální galaxie vzdálená od nás zhruba 363 milionů světelných let v souhvězdí Ryb. Na obloze má přesný tvar kruhu.